# مدينة الميناء

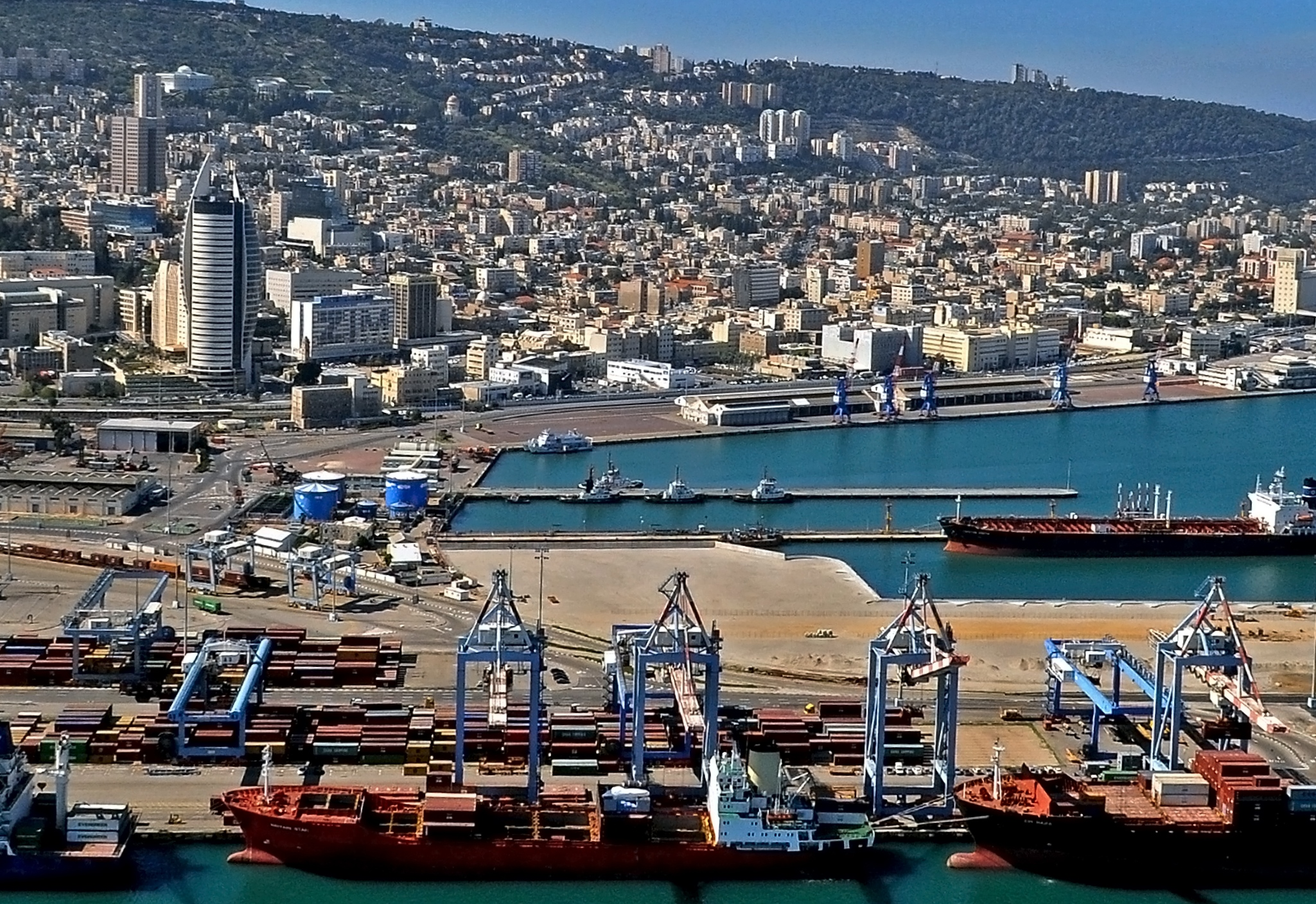
ميناء حيفا التاريخي

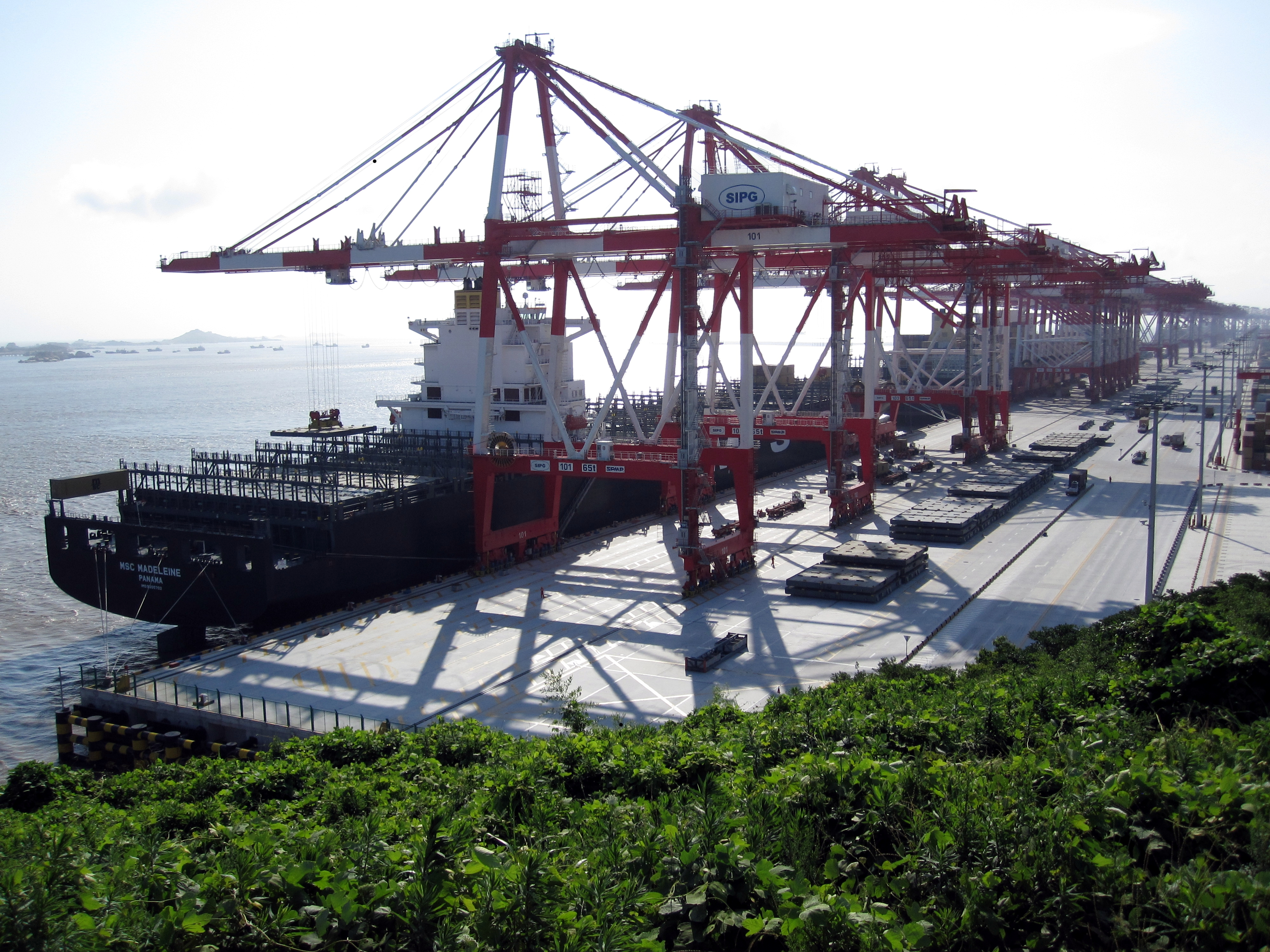
ميناء شانج هاي

مدينة الميناء هي مدينة ساحلية، أو مدينة على ضفاف نهر كبير، أو بحر أو محيط  والتي تدير ميناء في الفترة الحالية المعاصرة، أو كانت تدير ميناء في الفترات السابقة تاريخيا. يكون للميناء تأثير كبير على اقتصاد المدينة، وعلى مميزاتها، وطابعها. وأحيانا يسمى الميناء باسم المدينة، وغالبا ما يكون تطور المدينة متصلا اتصالا مباشرا مع الميناء. على مر التاريخ، ازدهرت العديد من المدن الساحلية اقتصاديا، وتسارع النمو في بناء الموانئ، وذلك لعدة أسباب:
- يتم شراء البضائع القادمة إلى الميناء بسعر أرخص من أي منتج عادي. وبالتالي، فتطور واقتصاد المدينة يزداد بصورة كبيرة تبعا لذلك.
- تطور وسائل المواصلات بين القارات عن طريق البحر سهّل من عملية نقل البضائع وأصبح الوصول للميناء أسرع.

## أبرز المدن الساحلية في العالم

### أفريقيا
- الإسكندرية
- كيب تاون
- وهران
- الدار البيضاء
- الرباط
- الجزائر ( العاصمة)
- تونس
- طرابلس
- دكار
- نواكشوط
- مقديشو

### أمريكا الجنوبية
- بوينس آريس
- ساو بولو
- ريو دي جانيرو
- مونتفيدو
- ليما
- بنما

### أمريكا الشمالية
- نيويورك
- نيوجرسي

### آسيا
- طوكيو
- شانغهاي
- إسطنبول
- غزة
- جدة
- مسقط
- باطوم

### أوروبا
- أنكونا
- أوترانتو
- البندقية
- بار (الجبل الأسود)
- بارليتا
- باري
- ميلانو
- برينديزي
- بسكارا
- تراني
- ترييستي
- ريكيافيك
- سبليت
- سوخومي
- شيبينيك
- موناكو

### أستراليا
- سيدني